# Bande dessinée d'horreur
La bande dessinée d'horreur est un genre de bande dessinée mettant en scène des éléments caractéristique du genre de l'horreur.

## Histoire
La tradition japonaise de la narration imagée d'horreur peut se retracer jusqu'au XIIe siècle avec le parchemin Gaki Zoshi,,
Parmi les premiers exemple de narration imagée d'horreur, on peut également citer le codex mixtèque au XVIe siècle.

## Bande dessinée d'horreur par type

### Manga
L'un des maîtres du manga d'horreur moderne est Junji Itō